# Aruba na Letnich Igrzyskach Olimpijskich 2008
Arubę na Letnich Igrzyskach Olimpijskich 2008 reprezentowało 2 zawodników w 2 dyscyplinach.
Był to piąty start reprezentacji Aruby na letnich igrzyskach olimpijskich.

## Reprezentanci

### Judo
- Fiderd Vis - waga do 81 kg, odpadł w eliminacjach

### Pływanie
- Jan Roodzant - 100 m stylem dowolnym, odpadł w eliminacjach